# Sedajazz
Sedajazz és un col·lectiu de músics independents de jazz fundat en 1991 a Sedaví (Horta Sud, País Valencià).
Es tracta d'una agrupació de gestió musical formada per més de 50 músics professionals i afeccionats liderats per Francisco Ángel Blanco "Latino". Dins de Sedajazz s'oferten diverses formacions on s'interpreten els diversos estils del jazz en diferents tipus d'agrupacions (Big Band, Ensemble, Dixieland, Marching Band, Orquestra, grups de corda, trios, quartets, etc.
A més, Sedajazz organitza esdeveniments musicals i formatius amb reconeguts èxits institucionals i mediàtics. Destaquen els seus seminaris, cursos i tallers de formació on participen músics de prestigi internacional.